# عام‌الفیل
طبق روایات سنت اسلامی، محمّد در مکه و در سالی معروف به عام‌الفیل یا سال فیل که برابر با سال ۵۷۰ میلادی است به دنیا آمد. دانشمندان غربی این تاریخ را حداقل تاریخ تقریبی تولد او به‌شمار می‌آورند و برخی سال ۵۶۸ یا ۵۶۹ را سالی می‌دانند که محمّد، زاده شده است. در این سال که ابرهه می‌خواست حمله کند و کعبه را نابود کند، به باور مسلمانان بادستور الهی پرندگان آسمان به نام ابابیل با سنگ‌هایی که بر منقار داشتند، آنان را هلاک کردند.

### زهیر بن بدر
رشیدالدین میبدی در کشف‌الاسرار و عدةالابرار چنین روایت کرده است: پس از آنکه ابرهه در صنعا کنیسه‌ای ترسایی به نام قلیس ساخت، قصد ابرهه این بود که قلیس را جایگزین کعبه و محل زیارت کند، و برای این کار تبلیغاتی کرد. او با دادن هدایایی توانست برخی را به طمع دریافت این هدایا به قلیس جذب کند و در عربستان این خبر پیچید که محل زیارت از مکه به یمن منتقل شده. زهیر بن بدر برای تلافی از عبدالمطلب اجازه خواست تا در کنیسهٔ آنها شکم خود را خالی کند. زهیر راهی یمن شد، و پس از چند روز عبادت درخواست کرد، تا شبی را در بقعه‌ای تنها باشد. شب‌هنگام او در و دیوار محراب را با مدفوع آلوده ساخت و بگریخت. ابرهه پس از آگاهی، سوگند خورد تا کعبه را با خاک یکسان کند.

## رویداد
مسلمانان معتقد هستند که در آن سال ابرهه پادشاه یمن، که بنای کعبه را رقیبی برای بنای تازه‌ساخت خود در صنعا می‌دانست، نیروی فراوانی را برای نابودی آن فرستاد. اما هنگام رسیدن آنها به مکه، فیلی که در جلوی سپاه آنان پیشروی می‌کرد، از جلو رفتن امتناع ورزید و زانو زد. دیری نپایید که آسمان پر از پرندگان بزرگی شد که به پرتاب سنگ‌ریزه به سپاهیان ابرهه می‌پرداختند و موجب نابودی آن سپاه بزرگ شدند. بدینسان کعبه که از دیدگاه مسلمانان بازتابی زمینی از یک پرستشگاه آسمانی و بنا شده به دست آدم و بازسازی شده توسط ابراهیم است، از خطر نابودی نجات یافت و آن سال در بین اعراب به سال فیل معروف شد.
اندک زمانی پس از این رخداد مهم تاریخی در سرزمین عربستان، محمّد به دنیا آمد.

## بررسی صحت تاریخی
تلاش‌های مورخان غربی در جهت بررسی صحت تاریخی این روایت اسلامی به نتیجه‌ای مشخص نرسیده است؛ به گفته مورخی به نام افران شهید، پذیرش یا رد صحت تاریخی این واقعه به یک میزان سخت می‌باشد: این حادثه در قرآن در سوره فیل به عنوان یک حادثه مهم ذکر شده و آنچنان که از آیه اول سوره پیداست این حادثه اخیراً اتفاق افتاده بود و احتمالاً خاطرات آن در ذهن هم‌عصران محمّد بوده است و کاملاً محتمل است که توضیحاتی که در کتب تاریخی مسلمانان وجود دارد توسط آنها منتقل شده باشد. در واقع این حادثه برای اعراب آنقدر مهم بود که آن را به عنوان مبدأ برای شروع یک دوره تاریخی گرفته بودند.
بر اساس روایات اسلامی پرستار محمّد (ام‌ایمن) گفته می‌شد که یک اسیر از ارتش حبشه بوده، و از مسلمانان انتظار می‌رفت که سنگ قبر ابورقال (کسی که ابرهه را هدایت می‌کرد) را در المقمس سنگ‌باران کنند. از طرف دیگر نوشته‌هایی که از جنوب عربستان یافت شده پیروزی سپاه حبشه را جشن گرفته و محل جنگ را بسیار دور از مکه ثبت می‌کنند.
اخیراً تلاشی برای رفع این تناقضات را مورخی به نام افران شهید با توجه به اینکه خیلی از علما اسلامی در قرون وسطا سوره ۱۰۵ و ۱۰۶ را با هم یک سوره در نظر می‌گرفتند انجام داده است. نتیجه اینکه: حمله‌ای از حبشه که فیل‌های آفریقایی (و نه عربی) داشتند به قصد تخریب کعبه و تحت هدایت ابرهه (یا یکی از دو پسرش که پس از او جانشینش شدند) انجام شد. لشکر آنها یا به دلیل یک بیماری همه گیر، احتمالاً آبله که برخی کلمه ابابیل را برگرفته از نام این بیماری می‌دانند، تخریب شد. انگیزه حمله مشخص نیست ولی احتمالاً یکی (یا هردو) دلیل بالا، انگیزه‌ای برای حمله بوده است: به دلیل تلافی برای بی‌حرمت کردن معبد یا کلیسایی که ابرهه ساخته بود، یا به دلیل حذف مکه و در دست گرفتن کنترل تجارت در ناحیه عربستان.